# Lissajous-Figur

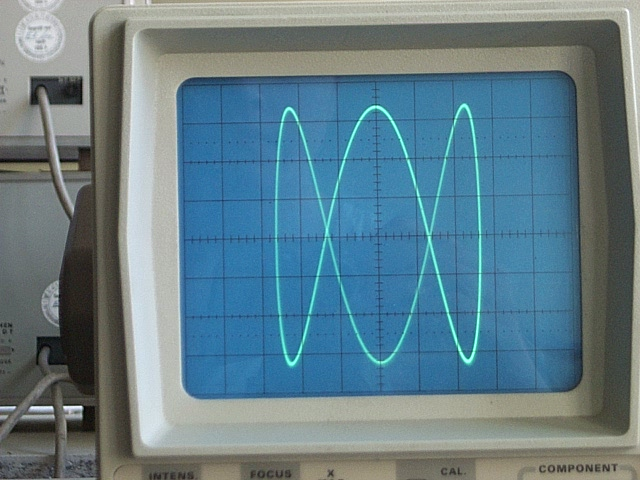
Lissajous-Figur auf einem Oszilloskop

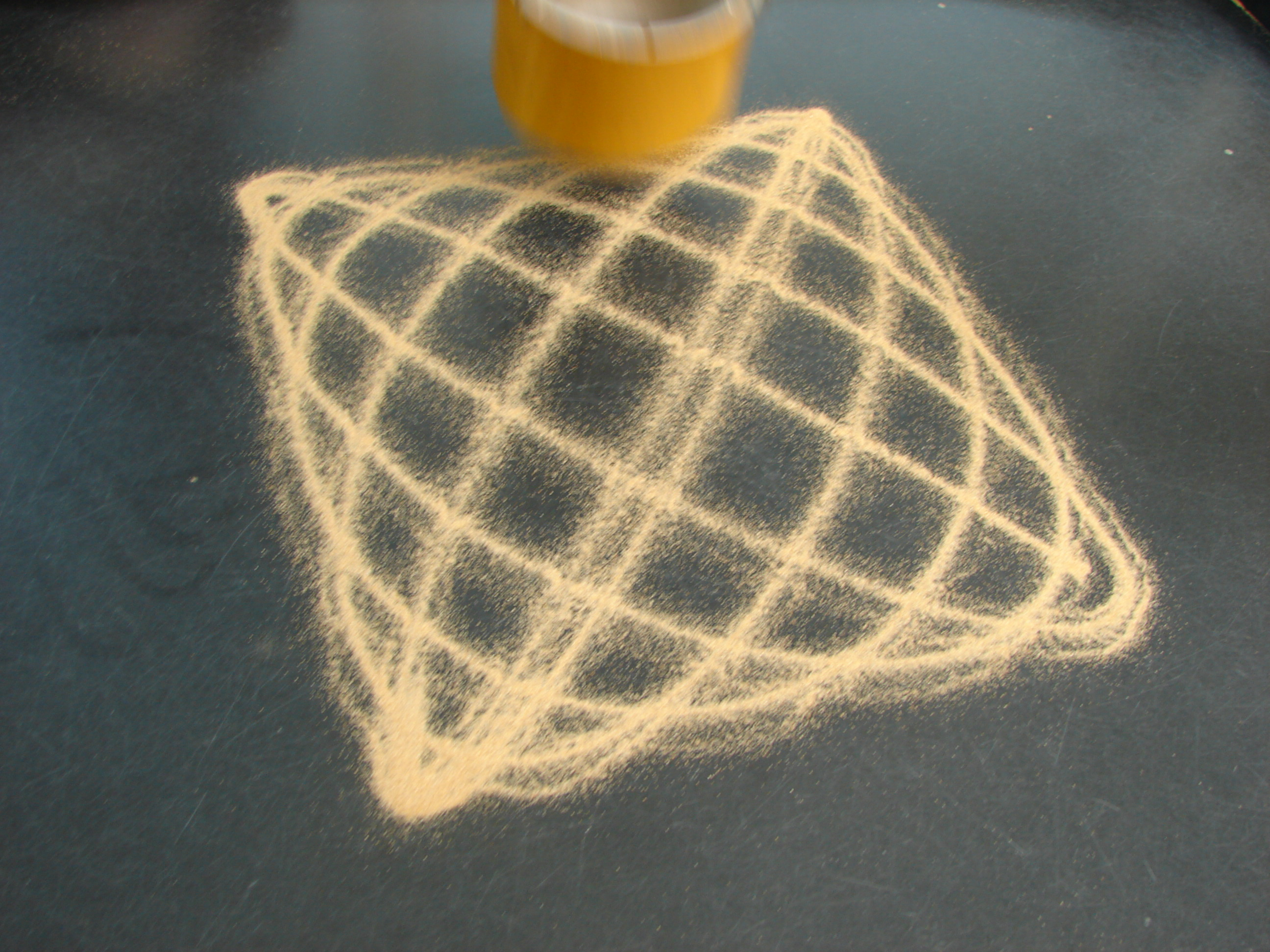
Lissajous-Figuren, erzeugt von einem an einem Seil pendelnden Behälter, aus dem Sand rieselt (Harmonograph)

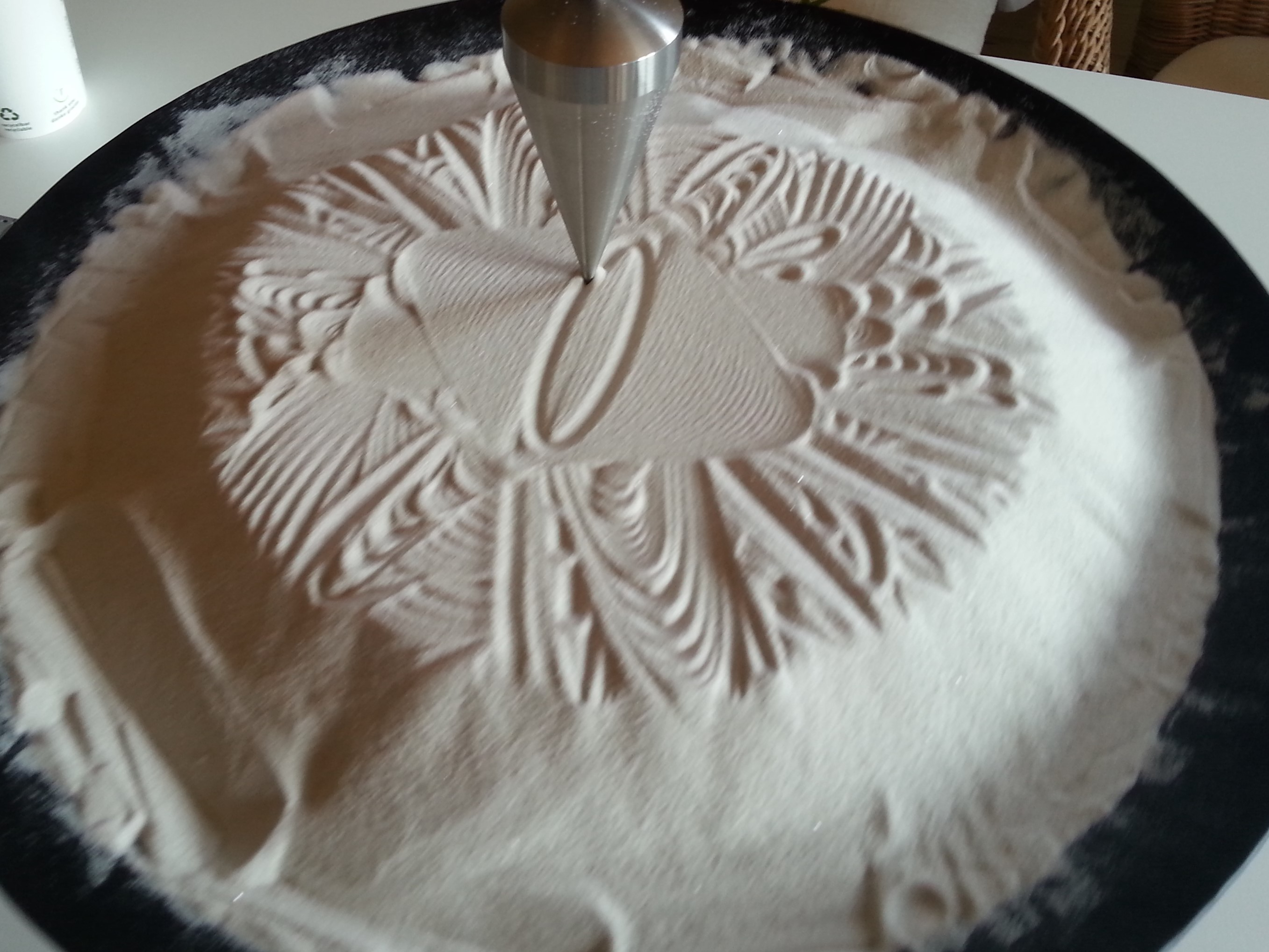
Eine Lissajous-Figur, die von einem Pendelgewicht auf Sand erzeugt wird.

Lissajous-Figuren sind Kurvengraphen, die durch die Überlagerung zweier harmonischer, rechtwinklig zueinander stehender Schwingungen verschiedener Frequenz entstehen. Sie sind benannt nach dem französischen Physiker Jules Antoine Lissajous (1822–1880). Später spielten sie zum Beispiel bei der Ausbildung zum tieferen Verständnis von Wechselströmen mit Hilfe des Oszilloskops eine Rolle.
Sie werden oft für ästhetische Zwecke verwendet. Einen besonders faszinierenden Anblick bietet die Kurve bei geringfügiger Abweichung zwischen den Schwingungsfrequenzen, weil durch die langsam rotierende Figur ein 3D-Eindruck entsteht. Lissajous-Figuren lassen sich auf mechanische Weise mit einem Harmonographen darstellen.

## Mathematische Beschreibung
Mathematisch handelt es sich um parametrische Schaubilder von Funktionen der Form
{\displaystyle t\mapsto \left({\begin{matrix}A_{x}\sin(\omega _{1}t+\phi _{1})\\A_{y}\sin(\omega _{2}t+\phi _{2})\end{matrix}}\right),\quad \quad \quad \quad \quad t\in [0,\infty )\,}
Eine solche Funktion ist genau dann periodisch, wenn das Frequenzverhältnis
{\displaystyle v={\frac {\omega _{1}}{\omega _{2}}}={\frac {n_{1}}{n_{2}}}}
rational ist, sich also in einen ganzzahligen Bruch umwandeln lässt. In diesem Falle erhält man eine geschlossene Figur. Andernfalls ist die Kurve nicht periodisch und liegt dicht im Rechteck {\displaystyle [-A_{x},A_{x}]\times [-A_{y},A_{y}]}.
Anmerkung: Das Bild oben zeigt die Darstellung ähnlich einem Oszilloskop. Dort führt eine fehlende Abstimmung der beiden Schwingungen nicht zu einem ausgefüllten Rechteck, da bedingt durch das zeitlich begrenzte Nachleuchten der Bildröhre immer nur ein Teil des Kurvenverlaufs abgebildet wird.
Die Amplituden Ax und Ay skalieren die Figuren lediglich horizontal beziehungsweise vertikal. Das Erscheinungsbild der Graphen hängt vor allem vom Frequenzverhältnis v und der Phase φ ab. Hat v den Wert 1, ergibt Δφ = φ1 - φ2 die Phasenverschiebung zwischen den Schwingungen. Ist v eine rationale Zahl ungleich 1, erfolgt die Angabe Δφ gewöhnlich für die minimale Phasendifferenz. Des Weiteren ist es erforderlich anzugeben, für welche Schwingung die Angabe erfolgt.
Die Abschnitte Abbildungen für Frequenzverhältnis 1:n und n:1 und Abbildungen für Frequenzverhältnis n1:n2 zeigen Lissajous-Figuren für verschiedene Frequenzverhältnisse und Phasendifferenz, der darauf folgende Abschnitt Lissajous-Figuren im Oszilloskop und danach erläutert Methoden zur messtechnischen Ermittlung der Figuren.

## Abbildungen

Animation für Lissajous-Figuren mit (Spalten) und (Zeilen)

Die Animation zeigt Lissajous-Figuren für.

### Frequenzverhältnis 1:n und n:1
Die Phasendifferenz Δφ bezieht sich in den folgenden Abbildungen immer auf die größere Frequenz. Ist die Frequenz auf der horizontalen Achse höher, entsteht bei nicht vollständig abgeglichener Frequenz der Eindruck einer Drehung um die senkrechte Achse und im umgekehrten Fall um die waagrechte Achse.
| Δφ     | 1:1 | 1:2 | 1:3 |  | 2:1 |
| ------ | --- | --- | --- |  | --- |
| 0      |     |     |     |  |     |
| ¹/₄·π  |     |     |     |  |     |
| ¹/₂·π  |     |     |     |  |     |
| ³/₄·π  |     |     |     |  |     |
| 1·π    |     |     |     |  |     |
| 1¹/₄·π |     |     |     |  |     |
| 1¹/₂·π |     |     |     |  |     |
| 1³/₄·π |     |     |     |  |     |
| 2·π    |     |     |     |  |     |

### Frequenzverhältnis n1:n2
Für Verhältnisangaben, bei denen weder der Zähler noch Nenner den Wert 1 tragen, erreicht Δφ nicht den Maximalwert 2·π, die Wiederholung des Kurvenmusters fängt bereits vorher an. Dieser Effekt entsteht, da zur Bildung der Figur eine Anzahl von n1 Schwingungen des ersten Signals und n2 Schwingungen des zweiten Signals erforderlich sind. Entsprechend gilt es mehr Nulldurchgänge für die Ermittlung der maximalen Phasendifferenz zu berücksichtigen.
| Δφ        | 2:3 |  | Δφ        | 3:4 |
| --------- | --- |  | --------- | --- |
| 0         |     |  | 0         |     |
| ¹/₂·¹/₄·π |     |  | ¹/₃·¹/₄·π |     |
| ¹/₂·¹/₂·π |     |  | ¹/₃·¹/₂·π |     |
| ¹/₂·³/₄·π |     |  | ¹/₃·³/₄·π |     |
| ¹/₂·π     |     |  | ¹/₃·π     |     |
| 5/8·π     |     |  | 5/12·π    |     |
| ³/₄·π     |     |  | ¹/₂·π     |     |
| 7/8·π     |     |  | 7/12·π    |     |
| 1·π       |     |  | ²/₃·π     |     |

## Lissajous-Figuren im Oszilloskop

Diese Animation zeigt eine Lissajous-Figur, wie sie ein Oszilloskop bei einem Frequenz-Verhältnis von nicht genau 2:3 anzeigen würde

Bei der Arbeit mit dem Oszilloskop erhält man Lissajous-Figuren, wenn man bei abgeschalteter Zeitablenkung sowohl an den Eingang für die y- als auch für die x-Ablenkung eine harmonische Wechselspannung anlegt.
Die Form der Figuren erlaubt genaue Rückschlüsse auf Frequenz und Phasenlage der beiden Spannungen. Bei gleichen Frequenzen (bspw.: v = 1:1) kann man an der elliptischen Figur die Phasendifferenz ablesen. Bei zwei fast gleichen Frequenzen (oder einem Frequenzverhältnis, das sehr nahe an einem der einfachen rationalen Verhältnisse liegt) zeigt der Schirm des Oszilloskops eine zwar geschlossene, aber sich zeitlich verändernde Figur. So kann man mit hoher Empfindlichkeit kleine Frequenzunterschiede messen.
Deshalb waren Lissajous-Figuren beispielsweise in der Werkstatt von Fernseh- und Röhrentechnikern ein alltägliches Bild. Andererseits wirken sie in ihrer Vielfalt besonders (aber nicht nur) auf den technischen Laien äußerst faszinierend, gerade in der leicht animierten Form. Deshalb wurden in Filmkunst und Fernsehen auch häufig Monitore im Bühnenbild mit Lissajous-Figuren dekoriert, wenn eine Umgebung sehr modern oder futuristisch wirken sollte, etwa in Science-Fiction-Filmen und -Serien.